# 三菱ふそう・M2系エンジン

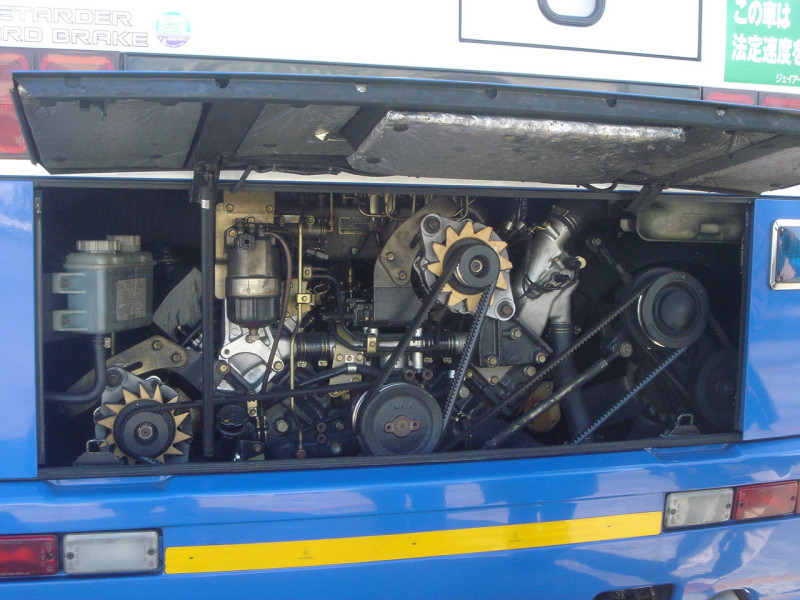
8M21-3エンジン（エアロキング）

三菱ふそう・M2系エンジンは、三菱自動車工業（2003年1月から三菱ふそうトラック・バス）が1990年から2005年にかけて生産していたV型ディーゼルエンジンである。

## シリーズ概要
従来、三菱ふそうトラック・バス（分社化前の三菱自動車工業を含む。以下「同社」という。）の大型バス「エアロクィーン」「エアロバス」及び大型トラック「スーパーグレート」には、V型8気筒またはV型10気筒のDC系エンジンが採用されてきた。
これに替わるV型エンジンとして開発されたのが、軽量4弁OHVカムを搭載した、M2系エンジンである。
しかし、市販車用としては2005年（平成17年）までに、ラインアップから姿を消し、過給器付6M70が後継機種となった。排ガス規制対応の問題があったためと思われる。

## ラインアップ
出力は、KC-車までがグロス、KL-車がネット出力である。
| 型式  | 型式 | 排気量(cc) | 出力((kW/[PS])・回転数(rpm)) | 最大トルク((N・m/[kgf・m])・回転数(rpm)) | 識別記号      |
| 8M20  | -1   | 20,089     | 294[400]・2,200(U-)          | 1,471[150]・1,300(U-)                    | 1(U-)(KC-)    |
| 8M20  | -2   | 20,089     | 276[375]・2,200(U-)          | 1,323[135]・1,300(U-)                    | 1(U-)(KC-)    |
| 8M20  |      | 20,089     | 283[385]・2,200(KC-)         | 1,353[138]・1,300(KC-)                   | 1(U-)(KC-)    |
| 8M21  |      | 21,205     | 309[420]・2,200(KC-)         | 1,471[150]・1,300(KC-)                   | 2(KC-) M(KL-) |
| 8M21  | -1   | 21,205     | 272[370]・2,200(KL-)         | 1,275[130]・1,200(KL-)                   | 2(KC-) M(KL-) |
| 8M21  | -2   | 21,205     | 294[400]・2,200(KL-)         | 1,393[142]・1,200(KL-)                   | 2(KC-) M(KL-) |
| 8M21  | -3   | 21,205     | 316[430]・2,200(KL-)         | 1,520[155]・1,200(KL-)                   | 2(KC-) M(KL-) |
| 8M22  | T1   | 19,004     | 405[550]・2,000(KC-)(KL-)    | 2,157[220]・1,300(KC-)(KL-)              | 3(KC-) L(KL-) |
| 8M22  | T2   | 19,004     | 353[480]・2,000(KL-)         | 1,770[180]・1,300(KL-)                   | 3(KC-) L(KL-) |
| 10M20 |      | 25,112     | 353[480]・2,200(KC-)         | 1,735[177]・1.300(KC-)                   | 4(KC-)        |
| 10M21 |      | 26,507     | 382[520]・2,100(KL-)         | 1,810[185]・1,200(KL-)                   | N(KL-)        |

## 型式別詳細解説

### 8M20
カーゴ、ダンプで初めて400PSを達成。パワータード標準装備（8M20-2はオプション）。

#### 搭載車種
8M20-1
- エアロクィーン (U-MS821P)（1992～1995年）
- ザ・グレート（1992年～1994年）

8M20-2
- ザ・グレート（1992年～1994年）

8M20
- ザ・グレート（1995年～1996年）
- スーパーグレート（1996年～2000年）

### 8M21
平成6年規制適合のため排気量を拡大。

#### 搭載車種
8M21
- エアロキング (KC-MU612TA)（1995～2000年）
- エアロクィーン (KC-MS822P)（1995～2000年）
- ザ・グレート（1995～1996年）
- スーパーグレート（1996～2000年）

8M21-1
- エアロバス (KL-MS86M系)（2000～2005年）
- スーパーグレート（2000～2005年）

8M21-2
- スーパーグレート（2000～2005年）

8M21-3
- エアロキング (MU612TX)（2000～2005年）
- エアロクィーン (KL-MS86MP)（2000～2005年）
- エアロバス (KL-MS86M系)（2000～2005年）
- スーパーグレート（2000～2005年）

### 8M22
過給器付エンジン専用機種。スーパーグレートのうちトラクタ系のみへの採用で、スーパーグレート単車系やバスへは搭載されなかった。

#### 搭載車種
8M22(T1)
- スーパーグレート　（トラクタ系のみ、1996～2005年）

8M22(T2)
- スーパーグレート　（トラクタ系のみ、2000～2005年）

### 10M20
10DC11に替わる機種。ザ・グレートおよびスーパーグレートのうちトラクタ系のみへの採用で、ザ・グレートおよびスーパーグレート単車系やバスへは搭載されなかった。

#### 搭載車種
- ザ・グレート　（トラクタ系のみ、1995～1996年）
- スーパーグレート　（トラクタ系のみ、1996～2000年）

### 10M21
10M20に替わる機種。やはり、スーパーグレートのうちトラクタ系のみへの採用で、スーパーグレート単車系やバスへは搭載されなかった。

#### 搭載車種
- スーパーグレート　（トラクタ系のみ、2000～2005年）